# Анна София Прусская
Анна София Прусская (нем. Anna Sophie von Preußen; 11 июня 1527, Кёнигсберг — 6 февраля 1591, Любц) — принцесса Прусская и в браке герцогиня Мекленбургская.

## Биография
Анна София — старший и единственный выживший ребёнок герцога Альбрехта Прусского в его браке с Доротеей Датской, дочерью короля Дании Фредерика I. Благодаря своей матери Анна София обладала обширными познаниями в лечении природными средствами, в особенности женских болезней. Ещё в 1546 году прусские сословия выделили Анне Софии приданое в размере 30 тысяч гульденов.
24 февраля 1555 года в Висмаре Анна София Прусская вышла замуж за герцога Мекленбурга Иоганна Альбрехта I. На свадьбе дочери прусский герцог поспособствовал примирению своего зятя с братом Ульрихом. В честь бракосочетания Иоганн Альбрехт повелел перестроить в стиле ренессанс висмарский Княжий двор, в который он въехал со своей супругой. Анна София была заботливой матерью своим троим сыновьям. Благодаря своему браку герцог Иоганн Альбрехт стал верным союзником своему тестю в имперских и ливонских делах. Несколько раз Альбрехт Прусский безуспешно хлопотал о признании своего зятя преемником в Прусском герцогстве.
После смерти мужа Анна София проживала в Любце, где и умерла. Похоронена в Шверинском соборе.

## Потомки
У Анны Софии в браке с Иоганном Альбрехтом родились:
- Альбрехт (1556—1561), герцог Мекленбурга
- Иоганн VII (1558—1592), герцог Мекленбург-Шверина в 1576—1592 годах, женат на принцессе Софии Шлезвиг-Гольштейн-Готторпской (1569—1634);
- Сигизмунд Август, герцог Мекленбурга (1560—1600), женат на принцессе Кларе Марии Померанско-Бартской (1574—1623), дочери Богуслава XIII.